# Unione Sportiva Baracca Calcio 1997-1998
Questa pagina raccoglie le informazioni riguardanti l'Unione Sportiva Baracca Calcio nelle competizioni ufficiali della stagione 1997-1998.

## Rosa
| N. |                   | Ruolo | Calciatore            |
| -- | ----------------- | ----- | --------------------- |
|    | Italia (bandiera) | P     | Enzo Biato            |
|    | Italia (bandiera) | P     | Stefano Braga         |
|    | Italia (bandiera) | C     | Antonio Buscè         |
|    | Italia (bandiera) | A     | Luciano Gianluca Calì |
|    | Italia (bandiera) | C     | Davide Campofranco    |
|    | Italia (bandiera) | A     | Alan Carlet           |
|    | Italia (bandiera) | D     | Federico Cavola       |
|    | Italia (bandiera) | C     | Giacomo Ceredi        |
|    | Italia (bandiera) | D     | Sandro Ciuffetelli    |
|    | Italia (bandiera) | D     | Salvatore Colletto    |
|    | Italia (bandiera) | A     | Aldo Di Corcia        |
|    | Italia (bandiera) | D     | Eugenio Falcone       |
|    | Italia (bandiera) | A     | Nicola Fiorani        |
|    | Italia (bandiera) | C     | Marco Giuliodori      |

| N. |                   | Ruolo | Calciatore             |
| -- | ----------------- | ----- | ---------------------- |
|    | Italia (bandiera) | P     | Francesco Gnudi        |
|    | Italia (bandiera) | D     | Gaetano Lo Nero        |
|    | Italia (bandiera) | D     | Marco Pennacchietti    |
|    | Italia (bandiera) | C     | Nicola Ricci Picciloni |
|    | Italia (bandiera) | D     | Fabrizio Salvini       |
|    | Italia (bandiera) | C     | Vincenzo Silvestri     |
|    | Italia (bandiera) | A     | Massimo Spagnolli      |
|    | Italia (bandiera) | D     | Marco Sugoni           |
|    | Italia (bandiera) | D     | Ivan Tosi              |
|    | Italia (bandiera) | A     | Gregorio Vaira         |
|    | Italia (bandiera) | C     | Leandro Vessella       |
|    | Italia (bandiera) | C     | Michele Zamboni        |
|    | Italia (bandiera) | D     | Moreno Zocchi          |